# Polizeiruf 110: Die Lettin und ihr Lover
Die Lettin und ihr Lover ist ein Kriminalfilm des HR von Titus Selge aus dem Jahr 2006 und erschien als 280. Folge der Filmreihe Polizeiruf 110. Es ist für den Ermittler Thomas Keller (Jan-Gregor Kremp) der dritte Fall, den er zu lösen hat. 

## Handlung
Der Weinhändler, der Kommissar Kellers Freundin Sophie regelmäßig beliefert, liegt eines Tages mit gebrochenem Genick in seinem Laden. Er war zuletzt mit der Lettin Laima Saizmanis zusammen gesehen worden, die mittlerweile vergewaltigt und körperlich misshandelt im Krankenhaus eingeliefert wurde.
Bei seinen Ermittlungen muss Kommissar Keller feststellen, dass er selber mit in den Fall verstrickt zu sein scheint. In letzter Zeit musste er sich wegen massiver Rückenbeschwerden von Dr. Juris Gríns behandeln lassen. Dabei hat dieser auch Morphium eingesetzt, was bei Keller zu Bewusstseinsstörungen führt. Daher kann Keller nicht ausschließen, auch mit der Lettin zusammen gewesen zu sein. Zumindest ist sich eine Zeugin sicher, Keller zusammen mit Laima gesehen zu haben. Damit gerät er unter dringenden Tatverdacht, da eine Frau allein als Täterin nicht in Frage kommt. Keller soll in Gewahrsam genommen werden, doch er entzieht sich der Festnahme und ermittelt heimlich, um seine Unschuld zu beweisen.
Als Keller Laima im Krankenhaus besuchen will, begegnet ihm ein Doppelgänger, was ihm alles erklärt. Auch Sophie Stein sieht diesen Mann und verfolgt ihn zusammen mit Keller, als Laima versucht, den Mann nach Lettland zu bringen. Sie verfolgen die Flüchtigen bis über die Landesgrenze und weiter bis aufs offene Meer an Bord einer Fähre und von dort bis nach Riga. Keller gelingt es beinahe den Mann zu stellen, als ihm erneut sein Gehirn einen Streich spielt. Kurzfristig denkt er, dass alles nur ein Traum war und er sich überhaupt nicht aus Bad Homburg wegbewegt hatte. Denn als er zu sich kommt ist Dr. Juris Gríns an seiner Seite und will ihm erneut eine Spritze geben. Keller kann sich dagegen wehren und findet so heraus, dass der Doktor ihnen hinterhergereist war. Er ist so in Laima vernarrt, dass er aus Eifersucht den Weinhändler erschlagen und sich anschließend vor Wut auch an Leima vergriffen hatte. Laima war aus Angst vor Gríns mit ihrem neuen Freund, der tatsächlich Keller zum Verwechseln ähnlich sieht, zurück in ihre Heimat geflohen.

## Kritik
Die Kritiker der Fernsehzeitschrift TV Spielfilm lobten diesen Polizeiruf mit dem Daumen nach oben und meinten: „Wirres Skript, aber gute Typen und Szenen.“